# Christian Lodberg Friis
Christian Lodberg Friis, född 3 augusti 1699 i Visby socken på södra Jylland, död 22 februari 1773, var en dansk läkare.
Friis, som var prästson, blev mycket tidigt faderlös och kom med modern till Odense, där han gick i latinskola. Senare undervisades han i Köpenhamn, blev 1716 student vid Köpenhamns universitet och studerade medicin, intill han 1722 inledde en utlandsresa, under vilken han först besökte nordtyska universitet (Helmstedt, Halle an der Saale, Jena och Wittenberg) och därefter en längre tid studerade i Leiden. Han besökte därefter brittiska universitet och återvände sedan över Holland till Danmark 1724.
År 1725 promoverades Friis i Köpenhamn, varefter han praktiserade där och 1734 utnämndes till läkare vid Waisenhuset och stadsfysikus. År 1739 tävlade han om den vid Johannes de Buchwalds död lediga medicinska professuren. Han vann inte, men blev i stället e.o. professor. Efter att ha deltagit i vården av Kristian VI under dennes sista tid blev Friis 1746 professor medicinæ designatus och då Georg Detharding dog 1747, upptogs han i den medicinska fakulteten. 
Medan Friis var en mycket anlitad och ansedd praktiserande läkare, har han ett dåligt rykte som lärare och var både försumlig och oduglig. Inte heller som forskare hade han några som helst förtjänster, trots att han 1750 som professor blev ledamot av Videnskabernes Selskab. Åren 1755–56 var han universitetets rektor, 1761 blev han justitsråd, 1769 etatsråd. Vid Balthazar Johannes de Buchwalds död 1763 blev han dekanus i fakulteten och i Collegium medicum, men lät från 1764 undervisning vid universitetet skötas  av Christen Friis Rottbøll som vikarie. 